# 시모다역
시모다역(일본어: 下田駅)은 일본 아오모리현 가미키타군 오이라세정에 위치한 아오이모리 철도 아오이모리 철도선의 철도역이다. 이 역은 시점인 메토키 역으로부터 37.0km 떨어져 있으며, 도쿄역부터는 654.3km 만큼 떨어져 있는 역이다.

## 승강장
단선 · 섬식의 형태를 합친 복합 구조의 철도역이다.

### 타는 곳
| 번호 | 노선                | 방향               | 행선                            |
| ---- | ------------------- | ------------------ | ------------------------------- |
| 1    | ■ 아오이모리 철도선 | 상행               | 하치노헤 · 산노헤 방면          |
| 2    | 평소 사용하지 않음  | 평소 사용하지 않음 | 평소 사용하지 않음              |
| 3    | ■ 아오이모리 철도선 | 하행               | 미사와 · 노헤지 · 아오모리 방면 |

## 역세권 정보
- 오이라세강

## 역사
- 1891년 12월 20일: 영업 개시.
- 1906년 11월 1일: 국유화됨.
- 1971년 10월 1일: 화물 영업 폐지.
- 1987년 4월 1일 : 민영화에 따라, 동일본 여객철도가 계승.
- 2010년 12월 4일 : 도호쿠 신칸센이 신아오모리역까지 연장 개통함에 따라 아오이모리 철도로 이관.

## 인접역
| 아오이모리 철도 ■ 아오이모리 철도선 | 아오이모리 철도 ■ 아오이모리 철도선 | 아오이모리 철도 ■ 아오이모리 철도선 |
| ----------------------------------- | ----------------------------------- | ----------------------------------- |
| 하치노헤 하치노헤 방면              | □ 쾌속 시모키타                     | 미사와 오미나토 방면                |
| 무쓰이치카와 하치노헤 방면          | 보통                                | 무카이야마 아오모리 방면            |